# Vista Chinesa

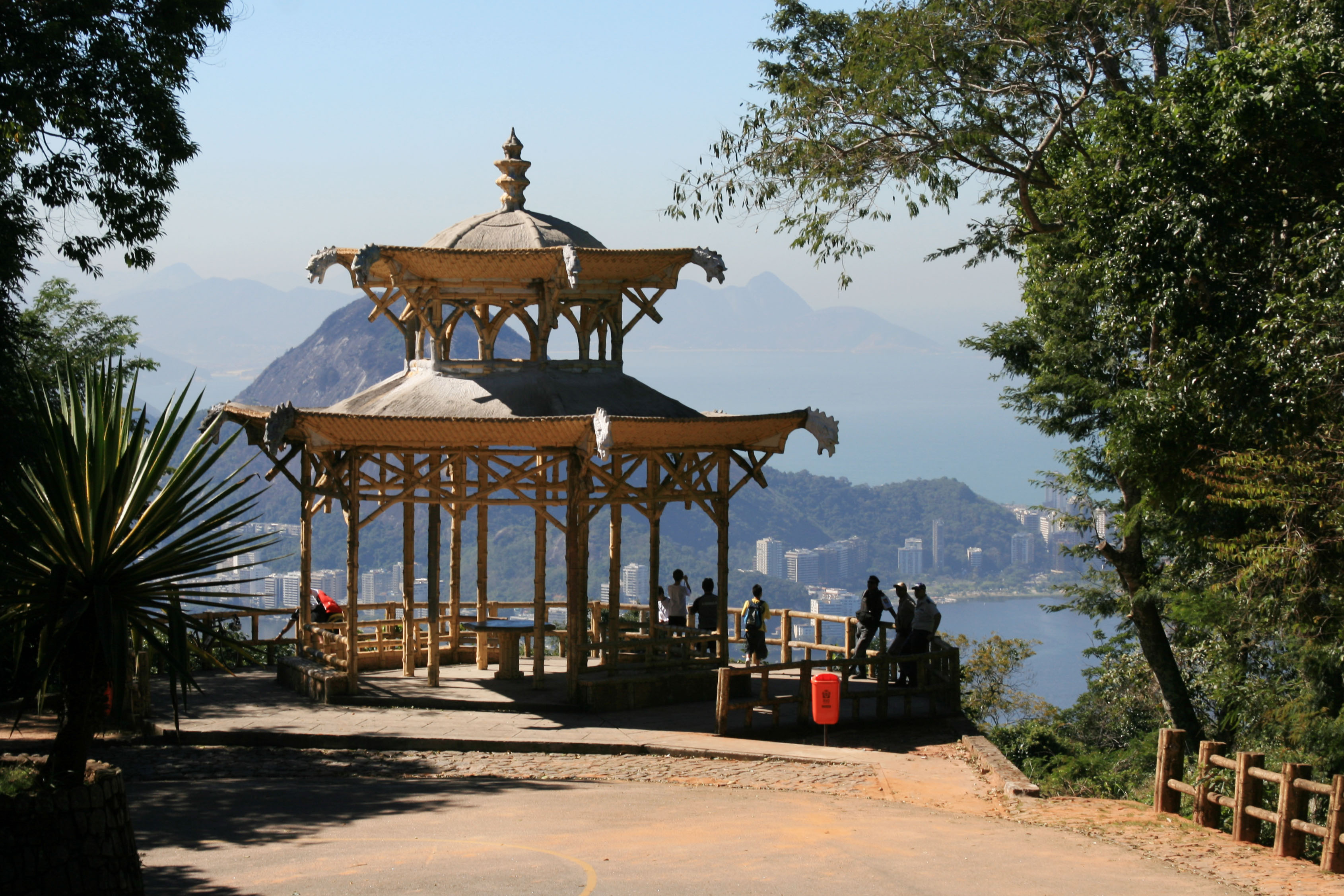
Pavillon à Vista Chinesa

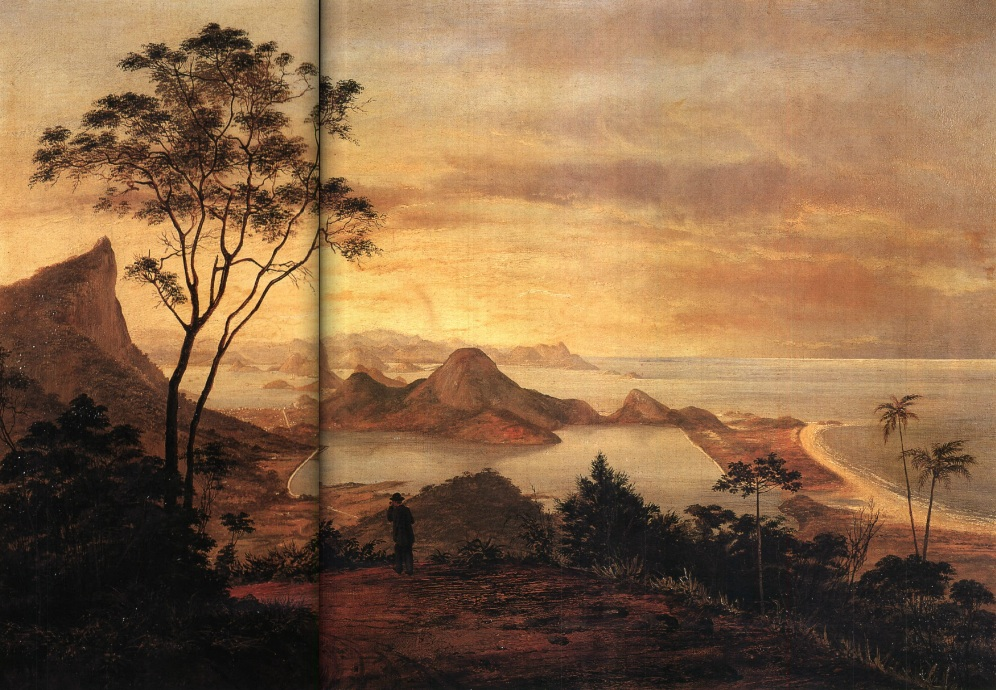
Peinture de Nicola Antonio Facchinetti - Mesa do Imperador da Vista Chinesa

Vista Chinesa (Point de vue chinois) est un belvédère situé dans le parc national de Tijuca à Rio de Janeiro. Le pavillon classé est célèbre pour son style architectural de pagode chinoise. Il est situé à une altitude de 380 m sur la pente raide de la Serra da Carioca. Il permet des vues spectaculaires sur la ville de Rio de Janeiro, notamment Leblon, Ipanema, Jardim Botânico et Copacabana.

## Histoire
Depuis 1856, le jardin botanique de Rio de Janeiro était relié à Alto da Boa Vista par une route carrossable, ouverte sous l'influence de Luís Pedreira do Couto Ferraz (1867 à 1886 adjoint général, président de la province de Rio de Janeiro, conseiller d'État et sénateur de l'empire du Brésil). La chronique de la ville rapporte que ce travail employait des coolies de Macao, en Chine, pour développer la culture du riz, mais ils ne montraient aucune compétence agricole et furent donc utilisés pour construire une route dans cette zone. En 1844, une carte de la région recensait un bâtiment appelé « Casa dos Chinas ». Cela explique probablement pourquoi le maire Francisco Pereira Passos a construit dans cette rue un pavillon de style chinois en 1903. Plus haut, un lieu qui servait de lieu de repos pour les fréquentes promenades de la famille impériale s'appelait Mesa do Imperador.

## Jeux olympiques de 2016
Les épreuves hommes et femmes de cyclisme sur route des Jeux olympiques d'été de 2016 ont démarré du fort de Copacabana et passaient devant le circuit de Vista Chinesa,.

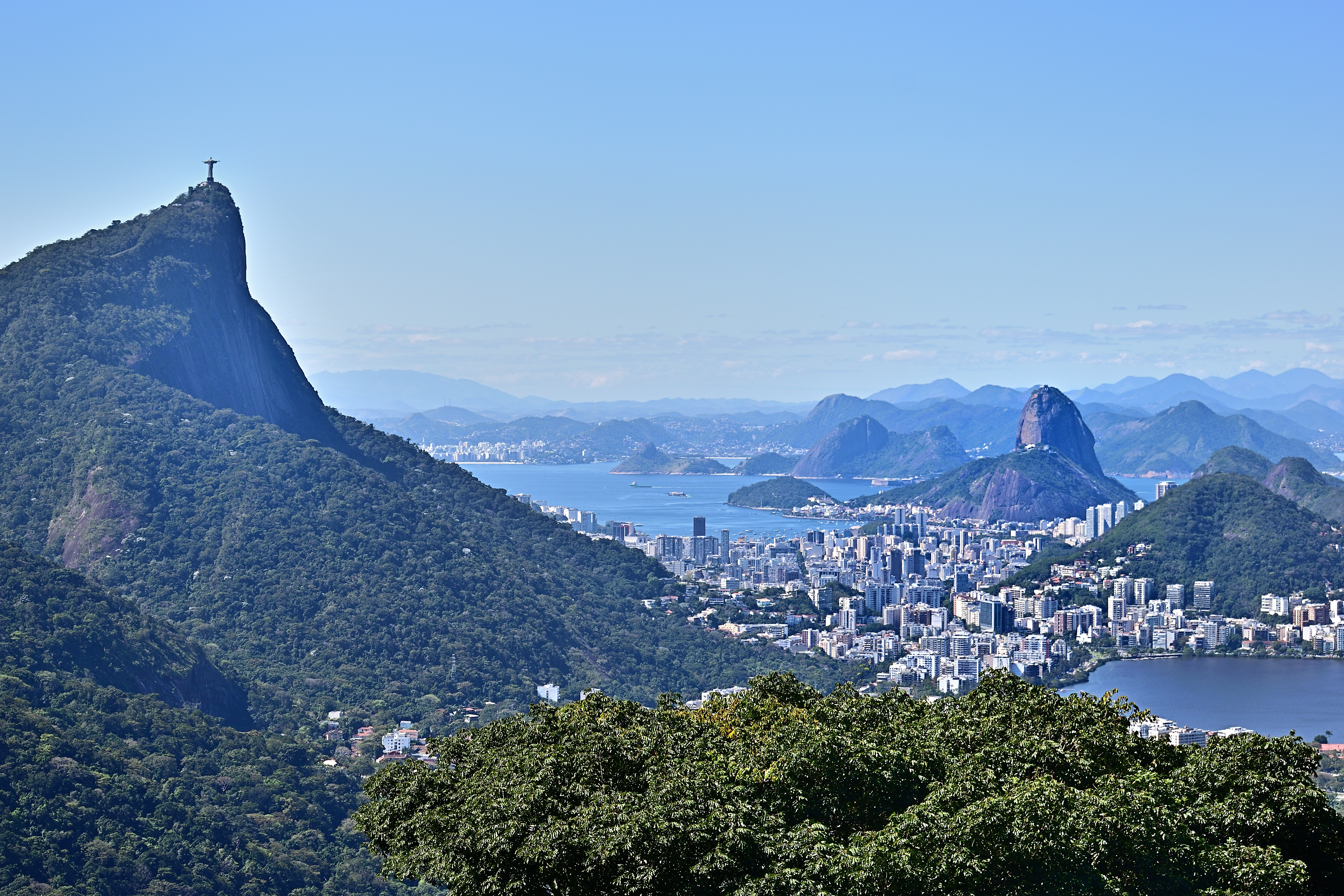
Vue sur le Corcovado et le Pain de Sucre
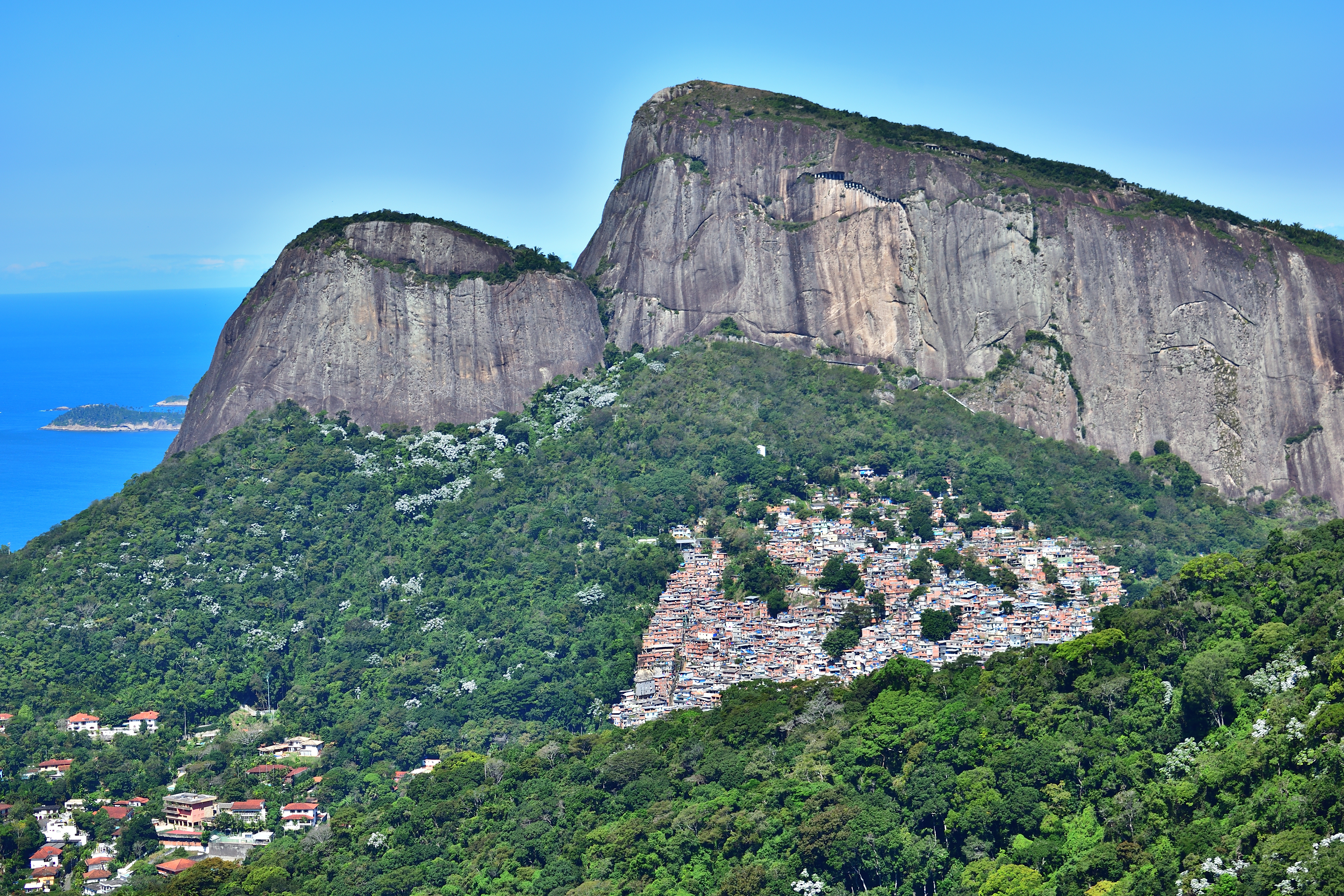
Vue de la favela de Rocinha
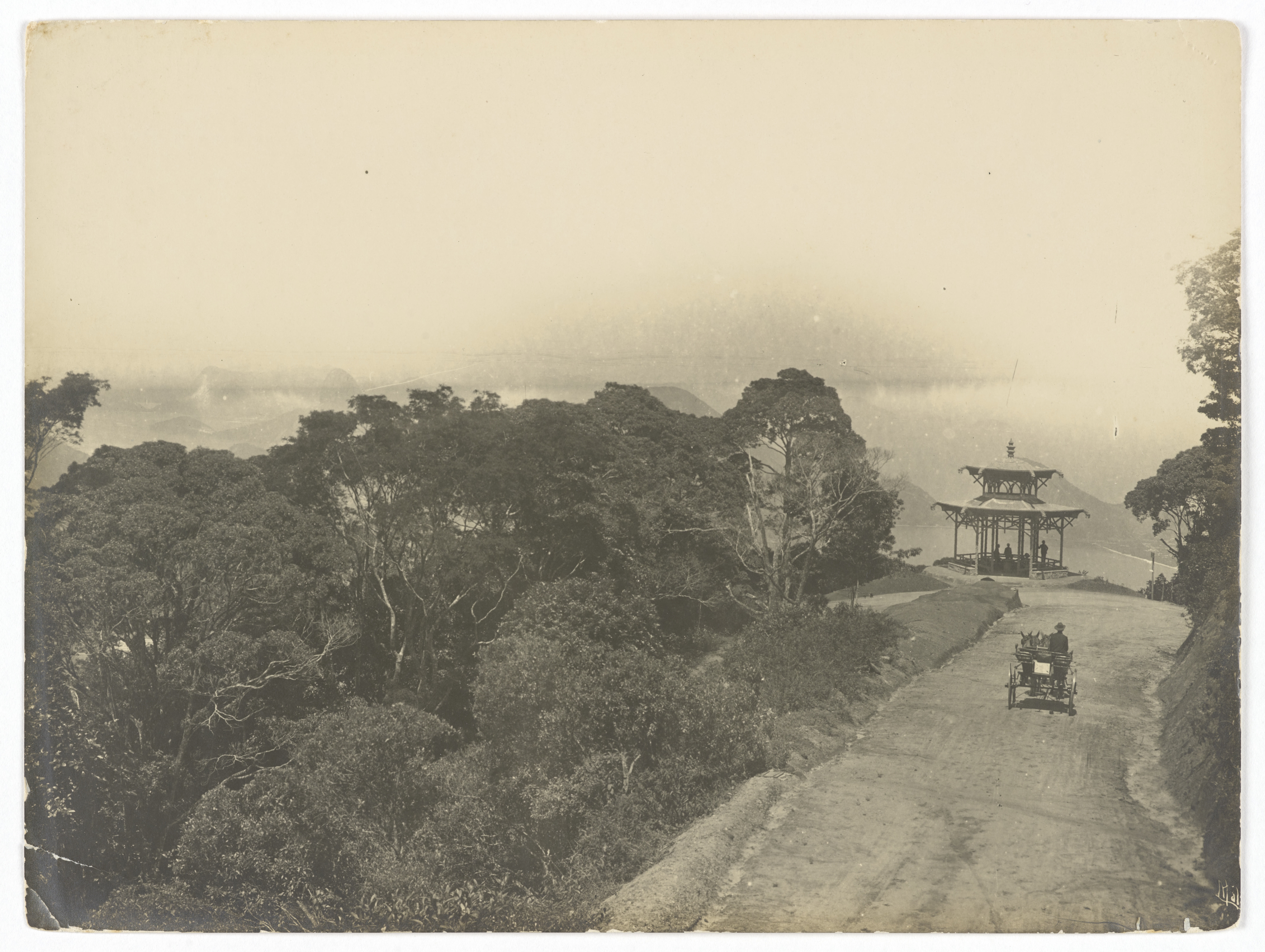
Carte postale historique de Vista Chinesa